# Ґрунтопоглиблювач

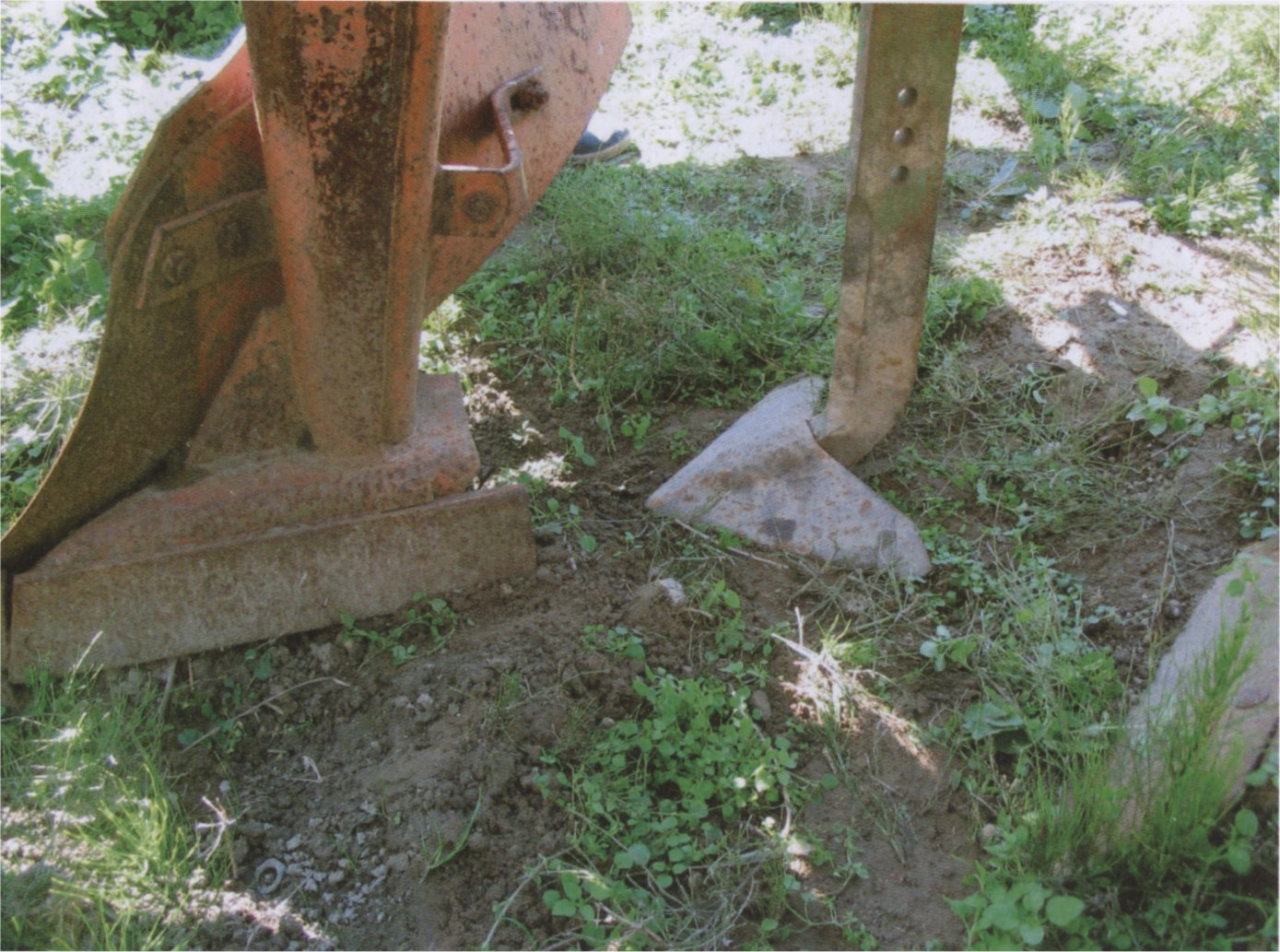
Ґрунтопоглиблювач зі стрільчастою сапкою за корпусом плуга.

Ґрунтопогли́блювач — додатковий робочий орган плуга, призначений для поглиблення орного шару ґрунту без вивертання наверх нижнього його пласта. Розпушує підорний шар (плужну підошву), не перегортаючи його.
Ґрунтопоглиблювач встановлюється за плужним корпусом чи поруч нього. Значно (навіть до 100 %) збільшує опір плуга. Робочим елементом ґрунтопоглиблювача може бути леміш (встановлений у тій самій борозні чи збоку від корпусу) чи стрільчаста сапка (встановлювана звичайно в тій самій борозні). Робочий елент може бути жорстко з'єднаний держаком з гряділем або рухомо шарнірним чотирикутником з гряділем і рамою. Ґрунтопоглиблювач не слід встановлювати за останнім корпусом плуга, де в борозні пересувається колесо трактора, в цьому випадку можна встановити його збоку від першого корпусу.